# Corna

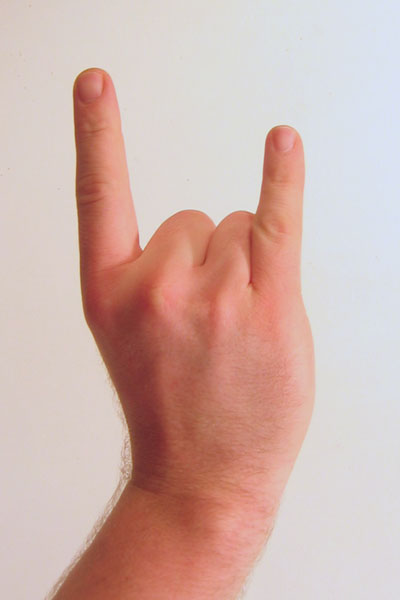
De Corna of "duivelshoorns"

Corna (Nederlands: hoorntje, bokkengroet) is een gebaar dat met de vingers wordt gemaakt (mostrare le corna) en in landen rond de Middellandse Zee wordt gebruikt.
Een corna maakt men door pink en wijsvinger gestrekt te houden terwijl ringvinger, middelvinger en duim naar binnen worden gevouwen. Het gebaar stamt uit de tijd van de Oude Grieken en werd gebruikt om als symbool om het kwaad af te wenden of te geven (afhankelijk of je het geeft als eerste, of pas na ontvangst).
Wanneer men in het moderne Italië of Spanje het corna-gebaar in de richting van iemand maakt, wil men hiermee zeggen dat de persoon wordt bedrogen door zijn of haar partner. Het gebaar kon in Italië tot 2016 bestraft worden met een boete van 50 euro.

## Kelten
Het eerste hoornteken staat voor het hert en betekent vrede. Het is het bekende V-gebaar geworden: de wijsvinger en middelvinger gestrekt, de rest gebogen.
Het tweede hoornteken staat voor de ram en betekent familie, stam, dorp of gemeenschap. Het bestaat uit een gebalde vuist met de duim en de pink naar buiten stekend. Dit gebaar werd later gebruikt wordt voor 'laten we telefonisch contact houden' of populair 'we bellen', wat eveneens duidt op deel uitmaken van dezelfde gemeenschap.
Het derde hoornteken (corna) stond bij de Kelten voor de gehoornde doodskop en daarmee voor het kwade. Er was dan ook groot onderscheid tussen het teken met de palm naar je toe (het kwade willen afwenden) of de palm van je af (het Kwade toewensen).

## Autoriteiten
- President Giovanni Leone bezocht na een cholera-uitbraak een ziekenhuis in Napels om daar besmette patiënten te bezoeken. Hij schudde de handen van de patiënten, maar maakte met zijn linkerhand, die hij op zijn rug hield, het corna-gebaar (om het gevaar af te wenden). Hij dacht dat niemand het door zou hebben, maar alles werd vastgelegd door fotografen.

- Premier Silvio Berlusconi maakte het corna-gebaar in de richting van de Spaanse minister Josep Piqué om hem duidelijk te maken dat hij werd bedrogen door zijn vrouw.

## Groet
- De corna werd in 1971 voor het eerst op een albumhoes gebruikt[bron?] door Geezer Butler, daarna door Gene Simmons van KISS, later ook door Ronnie James Dio in Black Sabbath. Hij gebruikte dit als begroeting van zijn publiek. Sindsdien is dit symbool overgenomen en vaak gebruikt binnen de metalcultuur, maar ook daarbuiten. Ronnie James Dio zei dat hij het had meegekregen van zijn Italiaanse bijgelovige oma, die dit onder andere gebruikte in haar gebeden om al het kwade af te wenden. Behalve voor in gebeden is de betekenis hierbinnen geen vervloeking meer, maar wordt het gezien als groet.